# Hoț de diamante
Hoț de diamante (titlu original: After the Sunset) este un film american de comedie de acțiune din 2004 regizat de Brett Ratner. Rolurile principale au fost interpretate de actorii Pierce Brosnan ca un hoț „profesionist” și Woody Harrelson ca agentul FBI Stan Lloyd. A fost filmat în Bahamas. Filmul a fost un eșec atât critic cât și comercial.

## Distribuție
- Pierce Brosnan - Max Burdett
- Salma Hayek - Lola Cirillo
- Woody Harrelson - FBI Agent Stan Lloyd
- Don Cheadle - Henri Mooré
- Naomie Harris - Sophie
- Rex Linn - FBI Agent Kowalski
- Mykelti Williamson - FBI Agent Stafford
- Troy Garity - Luc
- Obba Babatundé - Zacharias
- Michael Bowen - FBI Driver
- Russell Hornsby - Jean-Paul, Mooré's bodyguard
- Mark Moses - Lakers FBI Agent
- Chris Penn - Rowdy Fan
- Joel McKinnon Miller - Wendell
- Alan Dale - Security Chief
- Noémie Lenoir - Mooré's Girl
- John Michael Higgins - Hotel Manager (nemenționat)

Roluri cameo: Gary Payton, Karl Malone, Phil Jackson, Jeff Garlin, Dyan Cannon, Edward Norton, și Shaquille O'Neal